# Musta Surma
Musta Surma är ett black metal-band från Nivala i Finland. Bandet grundades år 1994 under namnet Crimson Evenfall, men år 1997 bytte de namn till Musta Surma.

## Medlemmar
- Thyrgrimmr – sång, trummor
- Strigoi Mort – gitarr, basgitarr

## Diskografi

### Crimson Evenfall
Demo
- 1996 – Nocturnal Storms of Infinity
- 1997 – Ad Inferos Ante Christum Natum
- 1997 – Winterheart

### Musta Surma
Demo
- 1998 – Demo '97

EP
- 1999 – Riena
- 2002 – Kaiken Pyhän Raunioilla

Övrigt
- 2000 – Horna / Musta Surma (delad EP)
- 2002 – Musta Surma / Horna (delad album)
- 2005 - Vihan Vuodet (delad album med Horna)
- 2005 – Crushing the Holy Trinity (delad album: Clandestine Blaze / Deathspell Omega / Musta Surma / Stabat Mater / Exordium / Mgła)
- 2013 – Christian Genocide (delad album: Annihilatus / Musta Surma / Bloodhammer)